# Journée du document libre
Pour les articles homonymes, voir DFD.
La Journée de Libération des Documents (en anglais : Document Freedom Day ou DFD), parfois traduit en Journée du document libre est un événement annuel visant à « célébrer et sensibiliser aux formats ouverts (aussi appelés normes ouvertes) ». Elle est célébrée le dernier mercredi de mars de chaque année,. 
La Journée du document libre a été célébrée pour la première fois le 26 mars 2008, et a été célébrée chaque année depuis.
La Journée du document libre est organisée par une équipe de bénévoles de la Digital Freedom Foundation depuis 2016. Auparavant, elle était organisée par la Free Software Foundation Europe. L'événement est financé par des donateurs et des partenaires qui varient d'une année à l'autre,.

## Relation avec leslogiciels libres
La Journée du document libre est une campagne de promotion des formats de documents ouverts, destinée à un public non technique.  Les formats ouverts garantissent que la communication d'information est indépendante d'un fournisseur de logiciels, ce qui, en retour, permet aux gens  de communiquer et de travailler en utilisant des logiciels libres ». 
La liberté des documents ne concerne pas seulement les documents textes et les feuilles de calcul, mais aussi tous les types de données numériques, y compris les œuvres d'art, les partitions de musique, la musique enregistrée, le courrier électronique et les statistiques. Ces données peuvent être stockées de manière à donner de la liberté aux utilisateurs, mais elles peuvent aussi être stockées dans des formats qui contraignent les utilisateurs à dépenser des sommes importantes pour lire ou travailler sur les données.  Les documents qui ne sont pas libres sont verrouillés sur un logiciel ou une entreprise en particulier.  L'auteur ne peut pas choisir comment les utiliser, car ils sont contrôlés par des restrictions techniques.

## Relation avec les formats ouverts
Selon les bénévoles de la Journée du document libre, « les formats ouverts sont essentiels pour l'interopérabilité et la liberté de choix basée sur les mérites des différents logiciels. Ils permettent de s'affranchir du verrouillage des données et du verrouillage ultérieur à certains fournisseurs. Cela rend les formats ouverts essentiels pour les gouvernements, les entreprises, les organisations et les utilisateurs individuels des technologies de l'information ». 
Les organisateurs de la Journée du document libre ont leur propre définition des formats techniques qui sont considérés comme ouverts. Ceux-ci exigent que les formats soient :
- soumis à une évaluation publique complète ;
- utilisables sans contraintes d'une manière équitable pour toutes les parties ;
- exempts de composants ou d'extensions ayant des dépendances sur des formats ou des protocoles qui ne répondent pas eux-mêmes à la définition d'un format ouvert ;
- exempts de clauses juridiques ou techniques limitant son utilisation par une partie ou dans un modèle d'entreprise quelconque ;
- gérés et développés indépendamment de tout fournisseur unique dans un processus ouvert à la participation égale des concurrents et des tiers ;
- disponibles sous la forme de multiples mises en œuvre complètes par des fournisseurs concurrents, ou sous la forme d'une mise en œuvre complète accessible à toutes les parties sur un pied d'égalité.